# Género literario

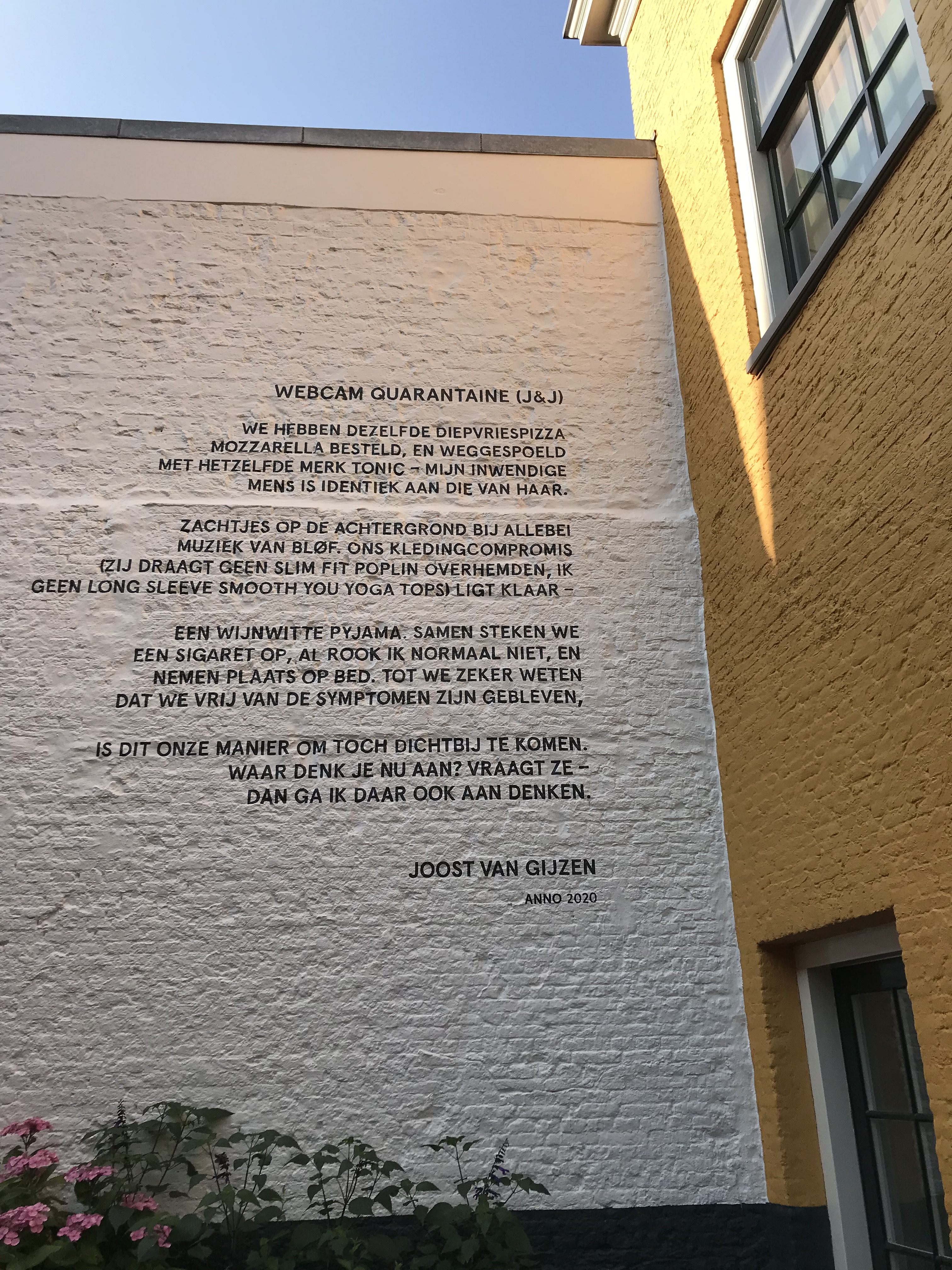
Poema mural en Leiden. Poeta: Joost van Gijzen.

Los géneros literarios son los diferentes grupos o categorías en las que podemos clasificar las obras literarias atendiendo a su contenido y estructura. La retórica los ha clasificado en cinco grupos importantes: narrativo, lírico, poética, dramático y género didáctico, siendo las más novedosas las categorías didáctica y narrativa. En la narrativa está presente la figura del narrador, que puede ser interno al relato o externo a él. Estas denominaciones de estilo son un punto de referencia para el análisis de la literatura.
El género literario está compuesto de diferentes grupos que permiten clasificar los textos literarios dependiendo de su contenido específico. Son modelos de estructuración formal y temática que permiten establecer un esquema previo a la creación de una obra. La clasificación de las obras literarias en géneros y subgéneros se atiene a criterios semánticos, sintácticos, fonológicos, discursivos, formales, contextuales, situacionales y afines. En la historia ha habido varias clasificaciones de los géneros literarios, por lo que no se puede determinar una categorización de todas las obras siguiendo un criterio común.
En la historia, ha habido variadas clasificaciones de géneros literarios, por lo que no se puede determinar una categoría de todas las obras a partir de un abordaje común. La división clásica occidental está, desde la Antigüedad, formada por tres grupos: el narrativo o épico, el lírico y el dramático. Esta división parte de las propuestas hechas por dos filósofos de la Grecia clásica, Platón y Aristóteles. Ambos iniciaron estudios de cuestionamiento y reflexión sobre lo que representaría o que debía ser literario y cómo esta representación debía plasmarse. Estas tres clasificaciones clásicas fijadas por la tradición abarcan muchas categorías menores en la era actual, comúnmente designadas como subgéneros.
Todas las modalidades literarias son fruto de la influencia ejercida por personajes, por el espacio y por el tiempo. Y, con independencia de esto, todos los géneros pueden ser no ficcionales o ficcionales. Los no ficcionales se basan en la realidad mientras que los ficcionales presentan hechos verosímiles que a pesar de poder darnos una sensación de verosimilitud, no son de lejos reales, pero que, por su composición y análisis gramatical y semántico, constituyen la base sobre la cual se constituye la literatura.
Las narrativas utilizan diversos lenguajes: el verbal (oral o escrito), el visual (por medio de la imagen), el gestual (por medio de gestos), además de otros lenguajes. En cuanto a la estructura, el contenido y su extensión pueden clasificarse en obras narrativas de romances, cuentos, novelas, poesías épicas, crónicas, fábulas y ensayos. En cuanto a la temática, las narrativas pueden ser historias policiales, amor, ficción, etc. Todo texto, por su parte, lleva a un foco narrativo, un enlace, personajes, tiempo y espacio, conflicto, clímax y desenlace, lo que define el género narrativo.
Inscribir una obra en uno u otro género ayuda a encajar las expectativas del público lector. Según el tipo con el que un/a autor/a presente una obra ( novela , ciencia ficción , fantasía...), el público lector se hará una visión más o menos estereotipada que siempre podrá cambiar al contrastarla con la lectura que vaya haciendo. Por tanto, el género es, por encima de todo, una convención que configura un marco, una forma más o menos precisa. Es un primer intercambio que se produce entre un/a autor/a.

## Clasificación de los géneros literarios

### Géneros
La clasificación de los géneros literarios se inicia con Aristóteles, quien en su obra La Poética distingue los siguientes:
- El género narrativo: en su origen fue un género literario en el que el autor presentaba hechos legendarios, generalmente haciéndolos pasar por verdaderos o basados en la verdad. Su forma de expresión habitual es la narración, aunque pueden entremezclarse también la descripción y el diálogo. En algunos casos, la narrativa no es escrita, sino contada oralmente por los rapsodas.

- El género lírico: es un género literario en el que el autor transmite sentimientos, emociones o sensaciones respecto a una persona u objeto de inspiración. La expresión habitual del género lírico es el poema. Aunque los textos líricos suelen utilizar como forma de expresión el verso, hay también textos líricos en prosa (prosa poética).

- El género dramático: principalmente ligado al teatro, es aquel que representa algún episodio o conflicto de la vida de los seres humanos por medio del diálogo de los personajes. Sus rasgos más característicos son el uso del diálogo y que no aparece la figura del narrador. Este género está destinado a ser representado, por lo que abarca todo lo escrito para el teatro. El fin de una obra del género dramático, aunque puede ser leída, es su representación en un escenario ante unos espectadores.  Esa tarea es llevada a cabo por los actores, que encarnan a los personajes y que son conducidos por un director.

- El género didáctico tiene como finalidad la enseñanza o la divulgación de ideas expresadas de forma artística, con un lenguaje elaborado y recursos de la filosofía. Se categorizan en este género textos como El libro de ajedrez de Alfonso X el Sabio, los escritos de mística, y los ensayos como los de Miguel de Unamuno.

- El género poético o la poética se entiende como poética el «arte de componer versos y obras en verso», así como el estudio que hace un autor sobre su propia obra.

Cada uno de estos géneros vendría definido por un modo de expresión y un estilo propio que debía adecuarse a su finalidad estética. Cualquiera de ellos puede expresarse en verso o en prosa.

### Subgéneros
Los cuatro grandes géneros literarios bajo la visión moderna (narrativa, lírica, dramática y didáctica) comprenden cada uno de ellos una variedad de subgéneros, en algunos textos definidos como «formas literarias». Fundamentalmente son:

#### Subgéneros narrativos
- La épica: referida a las hazañas de uno o más héroes y las luchas reales o imaginarias en las que han participado. Su forma de expresión tradicional ha sido el verso, bajo la forma de poemas épicos cuya finalidad última es la exaltación o engrandecimiento de un pueblo.

- La epopeya: en una edad antigua de carácter mítico. Sus personajes son dioses, semidioses y seres mitológicos. Entre las epopeyas más importantes se encuentran la Ilíada y la Odisea.

- El cantar de gesta: cuenta hazañas realizadas por los caballeros de la Edad Media. Generalmente son leyendas heroicas de un pueblo, como el Cantar de los nibelungos, el Cantar de mio Cid o la Chanson de Roland.

- El cuento: una narración breve basada o no en hechos reales, inspirada o no en anteriores escritos o leyendas, cuya trama es protagonizada por un grupo reducido de personajes, y que tiene un argumento relativamente sencillo.

- La novela: una obra literaria en prosa en la que se narra una acción fingida en todo o en parte, y cuyo fin es causar placer estético a los lectores con la descripción o pintura de sucesos o lances interesantes, así como de caracteres, pasiones y costumbres. Es la forma literaria más practicada en la actualidad. Existe una gran diversidad de tipos o géneros de novelas. Según el teórico Michael Bajtín, la novela es el género que representa un mayor grado de complejidad en la construcción de sus ideas.[6]

- La fábula: composición literaria breve en la que los personajes casi siempre son animales que presentan características humanas como el hablar. Estas historias incluyen una enseñanza o moraleja de carácter instructivo que suele figurar al final del texto, por lo que se considera que poseen un carácter mixto narrativo y didáctico.

#### Subgéneros líricos antiguos
- La lírica coral de la Grecia clásica (Oda, himno, anacreóntica, epitalamio, peán).
- Canción: poema admirativo que expresa una emoción o sentimiento.
- Himno: canción muy exaltada (religiosa, nacional o patriótica).
- Oda: poema reflexivo y meditativo que tiende a exaltar y elogiar un tema o asunto.
- Romance: poema lírico característico de la tradición oral compuesto usando la combinación métrica homónima.

#### Subgéneros líricos modernos y contemporáneos
- Soneto: Composición poética formada por catorce versos de arte mayor, generalmente endecasílabos, y rima consonante, que se distribuyen en dos cuartetos y dos tercetos.
- Madrigal: Poema lírico breve, generalmente amoroso, que expresa un cumplido elogioso dirigido a una dama, y en el que se combinan versos de 11 y 7 sílabas.

#### Subgéneros dramáticos
Son las distintas variedades del drama u obra de teatro, constituida por diálogos entre personajes y con un cierto orden.
- La tragedia: obra la que los personajes protagónicos se ven enfrentados de manera misteriosa, invencible e inevitable contra el destino o los dioses.
- La comedia: una obra que presenta una mayoría de escenas y situaciones humorísticas o festivas.
- El melodrama: en la que los aspectos sentimentales, patéticos o lacrimógenos de la obra se exageran con la intención de provocar emociones en el público.
- La tragicomedia: en la que se mezclan los elementos trágicos y cómicos, aunque también hay lugar para el sarcasmo y la parodia.
- La farsa: cuya estructura y trama están basadas en situaciones en que los personajes se comportan de manera extravagante y extraña, aunque por lo general manteniendo una cuota de credibilidad.

#### Subgéneros didácticos
Actualmente también se consideran formas literarias aquellas que son didácticas como:
- El ensayo.
- La biografía.
- La crónica.
- La memoria escrita.
- La oratoria: discurso forense, festivo, político; pregón, arenga, exaltación...
- La epístola o carta.
- El tratado científico o filosófico.
- La fábula, con carácter mixto entre narrativo y didáctico.
- La novela didáctica.
- El diálogo.
- El poema didáctico extenso, como Phainomena del griego Arato, o De rerum natura de Lucrecio, las Geórgicas de Virgilio y el Astronomicon de Manilio, todos romanos, o el Ensayo sobre el hombre del inglés Alexander Pope.
- El Aforismo.

#### Subgéneros poéticos
- Poesía japonesa, haiku.
- Poesía trovadoresca. Dolce stil nuovo (dulce estilo nuevo).
- Versificación castellana. Alejandrinos, sonetos, etc.
- Poesía inglesa de los siglos XX y XXI.
- Poesía contemporánea. Verso libre, metapoesía, biopoesía, poesía visual, poesía transmodernista, poesía de la conciencia.
- Poéticas históricas.
- Poéticas el Renacimiento y Siglo de Oro español.
- Poéticas en semiótica, música y filosofía.

## Géneros teatrales
Los géneros teatrales se originan en la Grecia clásica. Concretamente la tragedia que es el primer género en ser creado. Se integraba en las celebraciones religiosas en honor de divinidades del panteón griego. Se cantaban, además, himnos al Dios Dionisio que, a tal efecto, era el motivo central de las tragedias. Salen autores destacados como Esquilo, Sófocles y Eurípides, así como la escenificación propia de los géneros teatrales representada por un teatro semicircular, al aire libre con gradas construidas en madera y después adosadas en piedra a las colinas, lo que permitía dar un efecto de eco en cada una de las palabras interpretadas por los actores. Es el anfiteatro compuesto por entradas, gradas, aire circular y corazón, altar dedicado al Dios Dionisio, una antesala, con decorados, y, finalmente, el detrás de escena.
Inicialmente, la tragedia griega contenía únicamente un actor que era protagonista e interpretaba a diferentes personajes. Llevaba una máscara hasta que se acaba componiendo escenas con varios actores que acabaron formado lo que se llama en jerga más técnica al corazón. La tragedia griega se componía de partes habladas y de otras cantadas. Un ambiente que permitió incluso la aparición de verdaderos teóricos como Aristóteles que acaba dando los principios básicos a la tragedia con su concepción de obra teatral a partir de las tres unidades y catarsis.
En Roma encontramos un calco de la tragedia griega. Destacó Séneca a pesar de encontrar otros autores bien apreciados en las horas como Plauto o Terencio. En la Edad Media el teatro conserva la dimensión religiosa, de hecho, la explota en un ámbito mucho más popular. En efecto, se montan plazas exprés un poco por todas las villas medievales desde donde la propaganda eclesiástica desarrollaba escenas de la Biblia, por un lado, con voluntad de atizar los miedos de la población y mantenerla dentro de las creencias y dictámenes de la Iglesia católica y, por otra parte, con voluntad didáctica de hacer pasar a la Biblia a una población mayoritariamente analfabeta. En este ambiente surge la comedia llena de rellenos. Históricamente, la comedia nace en Grecia con Aristófanes. Él fue el primero quien convirtió en objeto de carcajada a personajes de época como Sócrates, Esquilo o Eurípides. Los romanos Plauto y Terencio dieron toques muy diferentes a la comedia actual introduciendo disfraces y cambios de identidad.
Con la llegada del Renacimiento y del absolutismo, el género se acerca a la aristocracia y los monarcas piden la construcción de teatros privados para el disfrute de la corte. Así, por ejemplo, Luis XIV impone a partir de 1661 un nuevo orden político y social, el de la sociedad sometida al Rey, palabra de Dios en la tierra, estrictamente jerarquizada y de un poder altamente centralizado. Esta ideología, el absolutismo, se apoya en el arte y, por tanto, en los géneros teatrales, entre otros. Es así porque constituye una forma de propaganda para la monarquía. Es en este contexto en el que nacen grandes obras clásicas como las de Molières o Corneille, así como el registro barroco. Son ayudados por los monarcas que se transforman en verdaderos mecenas, incluso en la clave de vuelta dado que potencian las lenguas vernáculas de la Corte, a veces superando los límites como el intento de dotar a las lenguas de la Corte de una programación lingüística que a pesar de ser interpretada en la época por un refino y gusto, no dejaron de mostrar una voluntad de transformar las lenguas en un artificio elitista.
El barroco, como registro, dará la cara de un pesimismo bastante pronunciado, esclavo de sus pasiones, el hombre aparece exaltado en su desgracia. Ante esto, nace el género del drama que aunque podamos considerarlo actualmente como género aparte, entonces era simplemente un registro del género trágico. Se tactaba de reaccionar en exceso del barroco proponiendo la natural y la armonía, así como una gran unidad de tono. Es entonces cuando aparece la noción de ilusión en el teatro.
Molière, por su parte, acaba triunfando en Francia gracias a propuestas críticas y subjetivas de su sociedad. Ponen las piedras para la construcción del género cómico contemporáneo dado que introdujo toda una dimensión satírica que le valió, sin embargo, las críticas de la misma Corte del Rey como del propio monarca, que no acabó de verse muy bien placido. El Renacimiento ve aparecer igualmente la Commedia dell'Arte en la que cada uno de los actores lleva una máscara que define nítidamente la personalidad de los personajes. Arlequí es el personaje de ficción más recurrente de esa época, que se acompaña de Pulicinella. Con Molière la comedia entra en su edad de oro. Durante el siglo  xix , la comedia cae en decadencia, pese a las obras de Óscar Wilde y George Bernard.
Shakespeare es quien provoca un corte en la historia de la tragedia. Si bien con el tiempo la tragedia no se altera mucho más de lo que propuso Shakespeare, sí que ha habido nuevas experiencias dentro de la línea del escritor inglés en el siglo  XVIII y XIX. Y es que los géneros teatrales, sobre todo la tragedia, caen en desgracia con la Ilustración que critica, por ejemplo, la sátira de Molière. El espíritu de las Luces contesta el poder y, por tanto, la propaganda que se vehiculó a través de los géneros teatrales. El teatro se convierte en una tribuna y la comedia encuentra un cierto éxito. Beaumarchais mezcla entonces la intriga, la comedia, la moral y la sociedad.
Diderot, responsable de la Enciclopedia, inventa el drama burgués, una comedia seria que escenifica situaciones patética que, lejos de la tradición absolutista, se sitúan en el talante de la población. Se extrana pues y verdaderamente el drama burgués. Se exalta los buenos sentimientos, es decir, tendremos siempre una versante muy moralista, derramada por el romanticismo. El drama romántico del siglo  xix alcanza su auge con Víctor Hugo y Shakespeare. Ambos reconcilian la tragedia y la comedia, mezclando los registros, de lo sublime y grotesco, con la espectacularidad.
Hacia finales del siglo  xix los dramaturgos retoman las viejas pautas de la comedia con el vaudeville aportando acciones extravagantes o inextricables. El espíritu es más satírico volviendo de algún modo a los clásicos. El público, por su parte, es reeducado paulatinamente para contemplar las obras de arte, lo que hace cambiar enormemente la forma popular de mirar una obra teatral. En este contexto se reanudan durante el siglo XX los grandes autores de la tragedia clásica y se revisan con bastante humor y lucidez los mitos y personajes clásicos. El teatro contemporáneo aporta nuevos registros como el absurdo.

## Géneros literarios contemporáneos
En la actualidad es difícil hablar de género, especialmente con respecto a la producción de obras después del modernismo, debido a que no existen características formales para determinar qué obras pertenecen a determinado género. Por ejemplo, la novela, tras una cierta evolución a finales del siglo XIX que culmina en Gustave Flaubert, se ha convertido en el siglo XX y comienzos del XXI en la forma literaria por excelencia, a la que se acogen más propuestas diferentes de escritura. El término novela sirve ahora de nombre a un corpus de obras de cierta extensión, en las que se pueden alojar varios discursos y en las que no es necesaria ni la unidad ni la coherencia en la acción fijadas por el canon aristotélico. Entre estas obras, son frecuentes las que hacen uso de la polifonía, presentando distintas voces narrativas, y las que tratan distintas temáticas u ofrecen distintos bloques argumentales en la misma obra. Desde luego, ya no existe un elemento formal común que las agrupe.

## La novela como género literario
El tratamiento de la novela como género escrito solo vino después de 1934, cuando Mijaíl Bajtín diferenció la novela de la prosa novelesca y la poesía lírica. Los antecedentes de esta discusión de los anteriores críticos es que ellos no habían encontrado en la novela la misma forma-estilística de la poesía y, por consiguiente, se le había negado cualquier significación artística, para solo tratarla como un documento. A partir de los años veinte, se había planteado estudiar la prosa novelesca y definirla por su especificidad. De acuerdo con Bajtín, fue un error de los críticos de los años veinte el de calcar los análisis de los géneros poéticos para ser un estudio monoestilístico. Rechazando así a la estilística el estatus de estudio de la novela por solo reducirse a las destrezas individuales y del artista, y dejando al lado las evidencias del habla de las ciudades, de los registros sociales, de las generaciones y las épocas (Francisco Abad, "Bajtín ante la lengua literaria").